# Palazzo di Majo

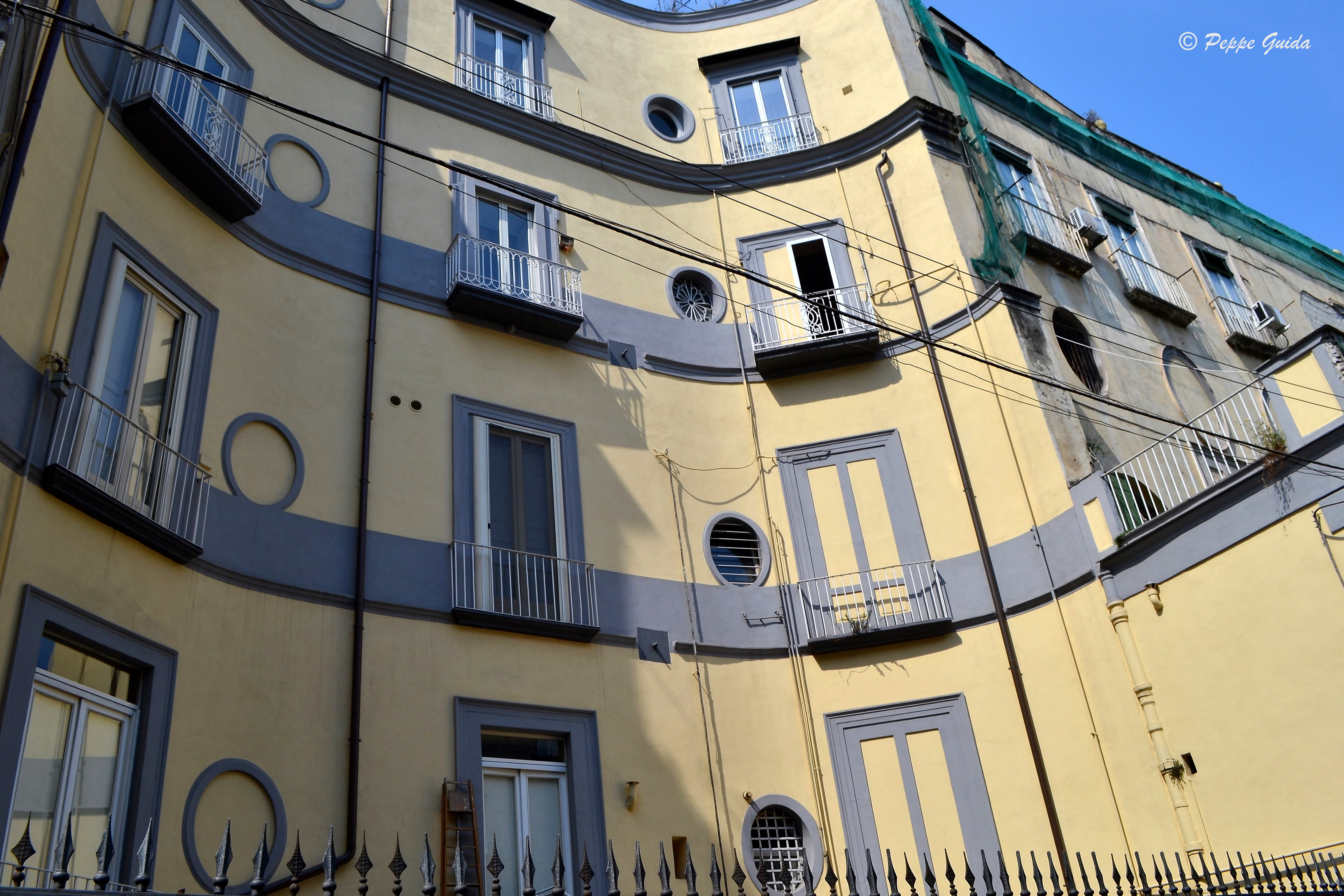
La facciata su Santa Teresa degli Scalzi

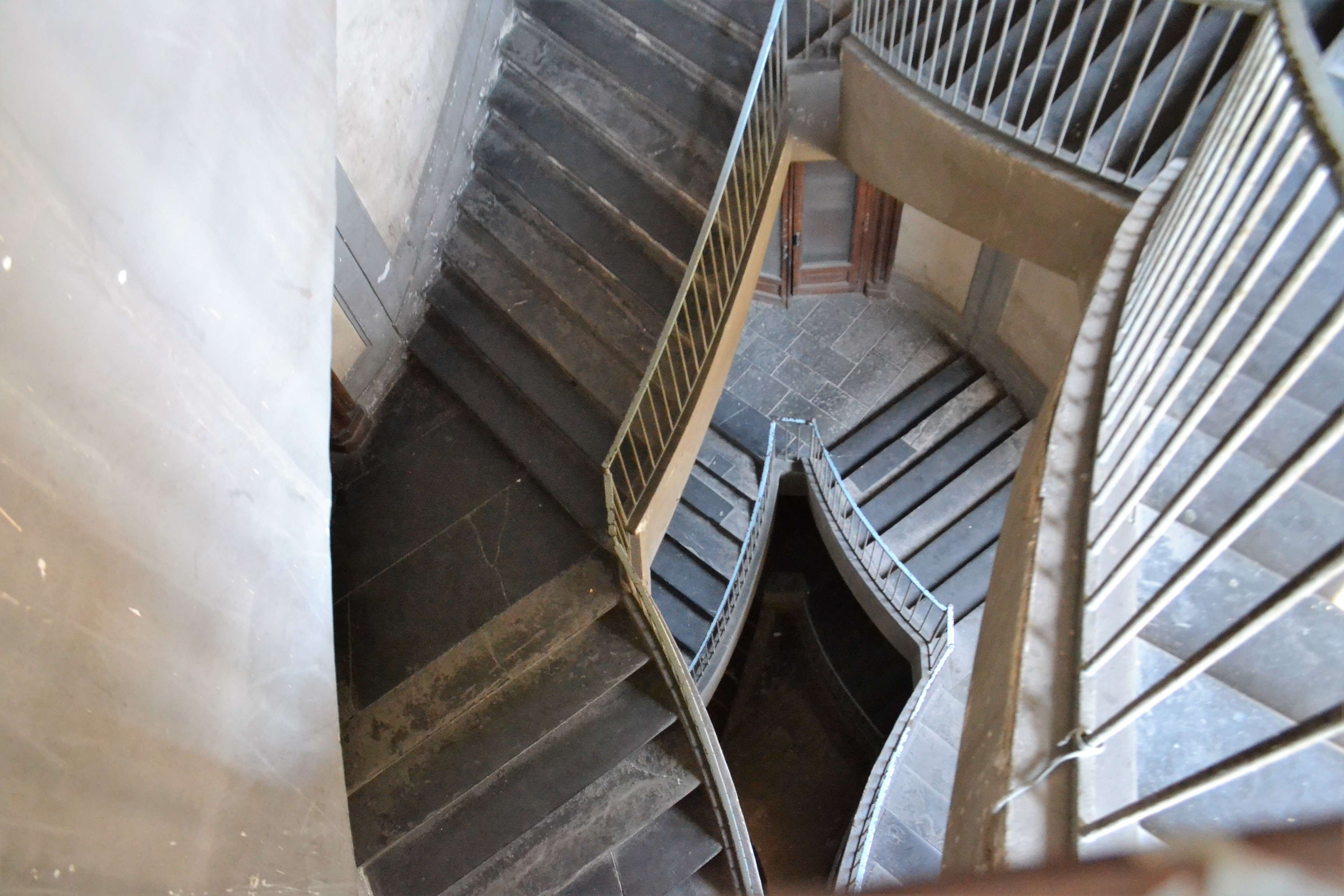
La scala di Sanfelice

Palazzo De Majo è un palazzo di Napoli situato all'inizio del Rione Sanità nel quartiere Stella; l'ingresso è ubicato in Discesa Sanità 68, mentre da via Santa Teresa degli Scalzi è visibile il cortile.

## Storia e descrizione
L'edificio venne eretto nel XVIII secolo su volontà del nobile Bartolomeo de Majo. Da fonti cartografiche e documentali si è appurato che l'edificio esisteva già nel 1718 e che nel 1726 Ferdinando Sanfelice vi lavorasse per eseguirne una ristrutturazione, ricreando una suggestiva abitazione barocca al di fuori delle mura urbane.
Il Sanfelice realizzò maestosamente il portale con arco mistilineo, su modello delle decorazioni borrominiane. Al di sopra del portale, un cartiglio reca la volontà del di Majo di realizzare un palazzo al di fuori della città:
Il punto più pregevole è la scala tipicamente barocca: a pianta romboidale, ha una struttura a sbalzo dove sui ballatoi di riposo sono posti gli ingressi ai locali interni (che ripetono lo stesso disegno del portale), su di esse sono posizionati dei busti. La scala è posta sulla sinistra del cortile.
Bernardo De Dominici, nelle sue Vite dei pittori, scultori ed architetti napoletani, non destina la minima critica alle scelte adoperate dal Sanfelice nel rifacimento del palazzo, lodando anzi ogni minimo aspetto.
Il palazzo fu coinvolto nella creazione del corso Napoleone nei primi del XIX secolo. Infatti gli sbancamenti che investirono il cortile poligonale durante il decennio francese resero possibile la creazione di questa nuova arteria cittadina. Per permettere che questa scorresse in maniera rettilinea, il cortile venne tagliato, perdendo l'aspetto chiuso e assumendo una forma emiciclica. Inoltre la nuova strada fu realizzata ad una quota superiore rispetto a quella di calpestio del palazzo.
Negli ultimi anni i condomini hanno provveduto al restauro dei prospetti su via Santa Teresa degli Scalzi.